# Kill (pel·lícula)
Kill (किल) és una pel·lícula índia de thriller d'acció en hindi del 2023 escrita i dirigida per Nikhil Nagesh Bhat i produïda per Dharma Productions i Sikhya Entertainment. La pel·lícula, que està inspirada en un robatori a un tren experimentat per Bhat l'any 1995, és protagonitzada per Lakshya, Raghav Juyal, Ashish Vidyarthi, Harsh Chhaya, Tanya Maniktala i Abhishek Chauhan. S'ha doblat i subtitulat al català.
Kill es va estrenar al Festival Internacional de Cinema de Toronto el 7 de setembre de 2023, on va ser el primer finalista del People's Choice Award: Midnight Madness. També es va projectar al Festival de Cinema de Tribeca el juny de 2024.
Kill es va estrenar als cinemes el 5 de juliol de 2024 amb ressenyes positives i elogis de la crítica internacional. La pel·lícula va recaptar 47,12 milions de rupies contra un pressupost de 40 milions de rupies.

## Argument
Amrit Rathod, un comando del NSG, i el seu col·lega Viresh tornen a Palampur, Himachal Pradesh. Amrit ha mantingut una relació a llarg termini amb la seva xicota Tulika Singh, la filla d'un poderós magnat de negocis Baldev Singh Thakur. Un dia, Baldev organitza el compromís de Tulika amb un altre home, fet que  fa que Amrit i Viresh viatgin a Ranchi per al compromís. A Ranchi, Amrit demana a Tulika que fugi amb ell, però ella es nega perquè tem les repercussions de Baldev.
L'endemà, la Tulika i la seva família pugen a bord d'un tren exprés superràpid de Ranchi a Nova Delhi. Sense saber-ho, Amrit i Viresh també pugen al tren. Durant el viatge, l'Amrit aprofita una oportunitat per proposar-se a Tulika. Però, quan el tren arriba a l'estació de Daltonganj, a mitjanit a les 23:25 un grup de dacoits armats, liderats per l'astut Fani Bhushan, puja al tren. El seu pla és robar en vagons específics i escapar ràpidament. Els espera amb el seu pla d'escapada el pare de Fani, Beni Bhushan, un notori líder dacoit, i altres membres de la seva colla.
Durant  l'atracament, Fani s'assabenta que hi havia Baldev Singh Thakur, i també intenta segrestar Baldev i tota la família; però és atacat per Amrit i Viresh. En la baralla, Viresh mata Babban per salvar la mare de Tulika, enfurismant Fani i el fill de Babban, Ravi, que abandonen el robatori per venjar-se. Aleshores, tots els bandits es convencen de quedar-se al tren per venjar-se. Durantuna nova lluita un bandit és assassinat per Amrit i Viresh; Fani planeja utilitzar un nen per capturar Amrit i Viresh i després d'algun temps, Fani dispara amb el seu revòlver, però la bala falla i fereix Viresh, mentre Amrit pren Ravi com a ostatge. Ravi revela que trenta-quatre bandits són a bord del tren. L'Amrit busca la germana de la Tulika, Ahaana, que està atrapada en algun lloc del tren. Mentrestant, Beni puja al tren amb 38 bandits i està devastat quan troba Babban mort.
Fani planeja utilitzar Viresh com a esquer per capturar Amrit, que lluita contra diversos bandits abans de ser noquejat per Siddhi, l'executor de la banda, i Arif, un passatger, és assassinat mentre ajudava a Viresh i Amrit. Tulika s'enfronta a Fani, que l'apunyala mortalment i la llença del tren, enfurismant-se a Amrit, que després s'enfronta als bandits i mata a 12 d'ells. Beni, commocionat castiga a Fani per matar Tulika, per por de la represalia de Baldev. Tanmateix, Fani s'adhereix al seu pla original de segrestar tota la família de Baldev per obtenir un rescat. Mentre l'Amrit continua el seu enrenou i torna a matar 2 bandits. Tement per les seves vides, demanen a Beni que els deixi baixar del tren, però Beni els convenç de quedar-se recordant-los la ira de Baldev.
Per desmoralitzar encara més els bandits, l'Amrit penja els cadàvers d'alguns dels 12 bandits, inclòs el pare de Siddhi, en un vagó. Mentrestant, Baldev, Viresh, el germà d'Arif, Sohail, i altres passatgers aconsegueixen alertar al personal de la Seguretat Ferroviària, que abans no eren conscients del segrest. Amrit mata a 2 bandits més i s'enfronta a Siddhi en una baralla brutal; quan Siddhi domina Amrit i està a punt de tirar-lo del tren, els pares d'Arif i Sohail ataquen Siddhi per darrere, empalant-li un cap de martell al crani i matant-lo.
Ahaana i Viresh són rescatats per la policia, que mata 4 bandits és i es reuneix amb Baldev; però Fani, i dos altres que han tornat al tren, eliminen la policia i els prenen com a ostatges de nou, matant un Viresh molt debilitat. Mentre lluita contra uns quants bandits en un vagó enfosquit Ravi és assassinat per l'Amrit, però Amrit és traït per un bandoler que es fa passar per un passatger, noquejat i fet captiu. Mentre Fani es burla d'Amrit sobre la mort de Viresh i Beni discuteix amb ell per no matar Baldev, Amrit s'aprofita del caos i s'enfronta a l'últim dels bandits, inclòs Beni, cremant el seu cap amb un líquid de fumar i un zippo i després mata als altres 4 bandits. Els altres que queden fugen del tren i només queda Fani, que l'apunyala repetidament mentre es burla d'ell per Tulika, però finalment l'Amrit acaba amb Fani amb un martell i els seus punys.
Mentre el personal de seguretat i paramèdics pugen al tren a l'Estació de Pandit Deen Dayal Upadhaya a Uttar Pradesh i rescaten els passatgers, un Amrit molt ferit s'asseu en un banc i al·lucina amb la Tulika asseguda al seu costat.

## Repartiment
- Lakshya com a Amrit Rathod, un NSG Comando
- Raghav Juyal com a Fani
- Tanya Maniktala com Tulika Singh
- Abhishek Chauhan com a Viresh "Bhukhan" Chatwal
- Ashish Vidyarthi com a Beni
- Harsh Chhaya com a Baldev Singh Thakur
- Adrija Sinha com Ahaana Singh
- Avanish Pandey com a TTE
- Parth Tiwari com Siddhi
- Akshay Vichare com a Ujala
- Jitendra Kumar Sharma com Akhilesh Jha (Personal de l'RPF)
- Rupesh Kumar Charanpahari com a Bishnu
- Sahil Gangurde com a Badlu
- Priyam Gupta com Kulli
- Vivek Kashyap com a Mukund
- Sameer Kumar com Bechan
- Calib Logan com a Brahmeshwar
- Moses Marton com Murari
- Riyaz Khan com a Surajbhan
- Shakti Singh com a Laddan
- Shivam Parmar com a amic d'Amrit
- Bilal Kazi
- Pechap Kumar
- Arun Thakur com a Jass Pratap Singh, el nuvi de Tulika
- Meenal Kapoor com a mare de Tulika
- Madhu Raja com a àvia paterna de Tulika

## Producció
La producció de la pel·lícula va començar el juny de 2022, amb el títol provisiona] Aaghat protagonitzada per Lakshya (en el seu debut al llargmetratge) i Tanya Maniktala (en la seva segona pel·lícula). Menys d'un mes abans de la seva estrena a Toronto, Dharma Productions i Sikhya Entertainment van anunciar la pel·lícula Kill que serà dirigida per Nikhil Nagesh Bhat, com la primera d'una associació de contingut el maig de 2023.
En una entrevista amb Subhash K. Jha, el director Nikhil Nagesh Bhat va dir que els actors havien de ser entrenats amb artistes d'arts marcials mixtes. Bhat va dir en una entrevista que la pel·lícula es va inspirar en un robatori de tren real que va experimentar el 1995.

## Música
La cançó "Nikat" la canta Rekha Bhardwaj i la música està composta per Haroon-Gavin amb lletra escrita per Siddhant Kaushal. "Jaako Raakhe Saaiyan" és composta per Vikram Montrose i escrita per Shekhar Astitwa.
| 1.            | «Kill» (Kaawaa Kaawaa)  | Sudhir Yaduvanshi, Sanj V, Shashwat Sachdev | 3:14  |
| 2.            | «Nikat»                 | Rekha Bhardwaj                              | 3:03  |
| 3.            | «Jaako Raakhe Saaiyan»  | Monu Rathod, Vikram Montrose                | 3:37  |
| 4.            | «Nikat» (Dance Version) | Shashwat Singh                              | 3:04  |
| Durada total: | Durada total:           | Durada total:                               | 12:58 |

## Llançament

### Cinemes
Kill es va estrenar a la secció Midnight Madness del Festival Internacional de Cinema de Toronto el 7 de setembre de 2023. La pel·lícula es va estrenar a l'Índia el 5 de juliol de 2024. L'octubre de 2023, Lionsgate va adquirir els drets de distribució de la pel·lícula per a Amèrica del Nord i el Regne Unit, cosa que va suposar un dels primers casos en què un estudi de Hollywood va adquirir una pel·lícula en hindi per estrenar-se directament als Estats Units. La pel·lícula va estrenar més de 1000 pantalles a tota Amèrica del Nord. Lionsgate, en associació amb Roadside Attractions, més tard va programar la pel·lícula per a l'estrena als Estats Units el 4 de juliol de 2024, un dia abans de la seva estrena a l'Índia. AA Films va comprar els drets de distribució per a l'estrena en cinemes indis. El 5 de setembre, Kill es va estrenar a l'Argentina per BF Distribution i per Paris Filmes al Brasil. Paradise Group va estrenar la pel·lícula amb el nom de «Схватка» als cinemes russos el 25 de juliol de 2024. La pel·lícula es va estrenar als cinemes de Corea del Sud el 28 d'agost de 2024. Kill va ser distribuït per GaragePlay a Taiwan i es va estrenar als cinemes el 22 de novembre de 2024.

### Mitjans domèstics
A l'Índia, Kill va començar a reproduir-se a Disney+ Hotstar a partir del 6 de setembre de 2024 en hindi, i més tard amb doblatges en telugu, tamil, i malaiàlam des del 24 de setembre de 2024.
A nivell internacional, Lionsgate Films va estrenar digitalment la pel·lícula el 23 de juliol de 2024, amb les seves edicions Blu-ray el 10 de setembre. 2024..

## Recepció

### Taquilla
La pel·lícula es va fer amb un pressupost de 40 milions de rupies. Va recaptar 28,75 milions de ₹ de l'Índia i 18,37 milions de ₹ a l'estranger per a un total mundial de 47,12 milions de ₹.

### Resposta crítica
Al lloc web de l'agregador de ressenyes Rotten Tomatoes, el 89% de les 103 crítiques són positives, amb una valoració mitjana de 7,2/10. El consens del lloc web diu: "Una emoció implacable basada en apostes emocionals crues, Kill serveix un sandvitx que els aficionats a l'acció es menjaran amb alegria". Metacritic va puntuar la pel·lícula amb 74 sobre 100, basada en 19 crítiques, citant crítiques "generalment favorables".
Zinia Bandyopadhyay d' India Today a donar 4,5/5 estrelles i va escriure "És imprescindible per a tots els fans de l'acció i d'altres coses." Sukanya Verma de Rediff.com va donar 4/5 estrelles i va escriure "Una pel·lícula ultraviolenta sobre la violència, el millor èxit de Kill no és sols el seu recompte de morts sinó desafiar la nostra percepció de la violència". Bollywood Hungama li va donar 3.5/5 estrelles i va escriure "En general, Kill és un entreteniment d'acció violent i elegant." Saibal Chatterjee de NDTV va donar 3,5/5 estrelles i va escriure "Kill té una brúixola moral, un context clar per a la 'guerra' que es desenvolupa." Rishil Jogani de Pinkvilla va donar 3,5/5 estrelles i va escriure "Kill com a pel·lícula podria funcionar encara millor amb una trama més densa i un antagonista més terrible". Shubhra Gupta de The Indian Express va escriure "‘Kill’ és una màquina de matar esvelta i malvada." Shilajit Mitra de The Hindu va elogiar l'actuació de Lakshya i va expressar: "Lakshya, molt entusiasmat com la nova 'màquina de matar' del cinema hindi, està suat, fort i calent. El jove actor menysprea l'atletisme d'un Tiger Shroff o Vidyut Jammwal, optant en canvi per un estil de lluita més centrat i abrasiu." Uday Bhatia de Mint va escriure "Kill no és realment una pel·lícula d'acció infernal. No hi ha cap lent, cap llançament, no hi ha espai per respirar." Nandini Ramnath de Scroll.in va comentar: "L'escena més memorable de Kill la porta directament a un territori de terror." Kartik Bhardwaj de The New Indian Express li va donar 4/5 estrelles i va escriure "Teixeix una narració pròpia. Els cops de puny i els cops de peu són el primer."
Kill va ser elogiada per la crítica internacional.
Kim Newman del British Film Institute va escriure: "La primera meitat no és exactament més lenta, però s'han d'establir relacions bàsiques abans que comenci l'acció real". Jeannette Catsoulis de The New York Times va escriure "Manipulatiu al màxim (un assassinat molest és gairebé pornogràficament prolongat), "Kill" és vertiginosament impressionant i punyentment viciós." Catherine Bray de The Guardian va opinar "Els objectius de Kill s'aconsegueixen amb una energia i un entusiasme que el converteixen en una deliciosa peça de cinema d'acció que no treu els seus cops de puny; és bo per trencar-se els dits." Kevin Maher de The Times va observar: "La trama és dolorosament superficial i col·loca un "comando de la guàrdia de seguretat nacional" letal anomenat Amrit". Nate Richard de Collider va puntuar la pel·lícula B+ i va escriure: "La pel·lícula d'acció agressivament violenta de Nikhil Nagesh Bhat està destinada a convertir-se en un clàssic de culte". Peter Debruge de Variety va escriure: "Una pel·lícula tan brutal com mai ha produït el país, Kill és un aparador d'acció sorprenentment gràfic d'una indústria que normalment interpreta violència en un registre més dibuixat." Randy Myers de The Mercury News va declarar "Després d'uns 15 minuts d'exposició que fan provocar gemecs, "Kill" deixa anar tot aquest equipatge per convertir-se en una explosió, mentre fa un argument convincent perquè Lakshya es converteixi en la nostra propera gran estrella d'acció".
Frank Scheck de The Hollywood Reporter va observar: "Les escenes de baralla estan extremadament ben coreografiades, filmades i editades, però són tan implacables en el seu ritme ininterromput que l'experiència de visualització es torna angoixant". David Ehrlich d' IndieWire va valorar la pel·lícula com a B+ i va expressar que ""Kill" fa molt, molt bé el seu títol ximple quan tot està dit i fet, però potser el més sorprenent de l'extravagància d'acció de Bhat és que inverteix les expectatives sense desviar-se mai de la pista." Shakyl Lambert de CGMagazine va puntuar 8,5/10 i va escriure "Kill és una de les millors pel·lícules d'acció de l'any, i els aficionats a l'acció han de mantenir aquesta al seu radar."Matt Donato de /Film va puntuar la pel·lícula amb 9 estrelles sobre 10. També va declarar "No hi ha interludis de ball de Bollywood alegres, això no és RRR. El sublimement salvatge Kill de Bhat té més en comú amb els que no prenen presoners o The Night Comes for Us o The Raid, accentuant la violència vertiginosa que flueix com un riu de sang que flueix de les ferides de ganivet obertes." Ross McIndoe de Slant Magazine va escriure "L'acció és cinètica i caòtica a mesura que els cossos s'envien rebotant en seients, finestres, sòls i sostres." Andrew Mack de Screen Anarchy va observar "La violència no és elegant i complexa, sinó ràpida i dura, amb l'instint de supervivent al capdavant." Barry Hertz de The Globe and Mail va comentar "Durant la seva primera mitja hora, les baralles de Kill són abundants encara que lleugerament per a vianants en la seva posada en escena i velocitat." Jonathan Hickman de Newnan Times-Herald va donar 7/10 estrelles i va escriure "En eliminar gran part de la gran potència de foc associada a les armes, la pel·lícula de Bhat ofereix seqüències viscerals i cruixents que tenen un impacte significatiu malgrat la seva naturalesa relativament exagerada". El crític Simon Abrams de RogerEbert.com va donar una crítica mixta i va escriure "Kill marca la majoria de les caselles essencials per a una bona bossa de crispetes de blat de moro, cosa que fa que sigui fàcil de resistir però més difícil de deixar passar." Ressenyant per a Time Out Phil de Semlyen li va donar 3/5 estrelles i va escriure "Crèdit a Bhat, també, per marxar amb la plantilla de pel·lícula d'acció ben provada per oferir un gir inesperat i nihilista a mitja pel·lícula. El problema és la sensació de déjà vu que s'enfila després." Lyvie Scott d' Inverse va fer una crítica mixta: "Tot i que Kill té la seva acció dominada, li manca un sentit de varietat narrativa."

## Reconeixements
| Any  | Premi            | Categoria                            | Nominat/Obra                                 | Resultat  | Ref.          |
| ---- | ---------------- | ------------------------------------ | -------------------------------------------- | --------- | ------------- |
| 2025 | 25ns Premis IIFA | Millor pel·lícula                    | Kill                                         | Nominat   | [ 68 ] [ 69 ] |
| 2025 | 25ns Premis IIFA | Millor Director                      | Nikhil Nagesh Bhat                           | Nominat   | [ 68 ] [ 69 ] |
| 2025 | 25ns Premis IIFA | Millor actuació en un paper negatiu  | Raghav Juyal                                 | Guanyador | [ 68 ] [ 69 ] |
| 2025 | 25ns Premis IIFA | Estrella debutant de l'Any - Masculí | Lakshya Lalwani                              | Guanyador | [ 68 ] [ 69 ] |
| 2025 | 25ns Premis IIFA | Millor cantant en playback femenina  | Rekha Bhardwaj per a "Nikat"                 | Nominat   | [ 68 ] [ 69 ] |
| 2025 | 25ns Premis IIFA | Millor fotografia                    | Rafey Mehmood                                | Guanyador | [ 68 ] [ 69 ] |
| 2025 | 25ns Premis IIFA | Millor gravació de so                | Subash Sahoo                                 | Guanyador | [ 68 ] [ 69 ] |
| 2025 | 25ns Premis IIFA | Millor re-enregistrament de so       | Subash Sahoo, Boloy Kumar Doloi, Rahul Karpe | Guanyador | [ 68 ] [ 69 ] |

## Remake
L'1 de juliol de 2024, tres dies abans de l'estrena al cinema estatunidenc de Kill, Lionsgate i 87Eleven Entertainment, que han col·laborat anteriorment a la franquícia John Wick, van anunciar una nova versió de la pel·lícula en anglès i una nova versió de la pel·lícula. A més, Dharma Productions va emetre una declaració que no hi hauria més remakes en altres idiomes per a la pel·lícula a part de l'anglès.